# 大いなる秋田
『合唱とブラスのための楽曲 大いなる秋田』（がっしょうとぶらすのためのがっきょく おおいなるあきた）は、1968年（昭和43年）に明治100周年を迎えることを記念して（元号上の明治100年は1967年）、秋田県事業の一環として秋田県の依頼により作曲家石井歓が作曲した合唱（混声4部）と吹奏楽のための楽曲。当時の吹奏楽にはない斬新な試みと色彩溢れる大作で、秋田県内の各種イベントで演奏されるようになった。

## 概要
元々は1968年に明治100周年を迎えることを記念して明治100年記念事業における秋田県事業の一環として制作され、第1楽章「黎明」、第2楽章「追憶」、第3楽章「躍進」、第4楽章「大いなる秋田」の4部構成で、第3楽章に成田為三作曲「秋田県民歌」、第4楽章に「県民の歌」が挿入されている。第1楽章の合唱部分は石井歓の作曲時には歌詞がなく「ア」で歌うようになっていたものに秋田県教育委員会指導主事高橋武三が歌詞を付けたもので、作曲者の了解を得ており、現在もこの歌詞で歌われている。
1996年（平成8年）第70回全国花火競技大会（大曲の花火）の大会提供花火では、「大いなる秋田」をテーマで第1部前奏、第2部追憶「子守唄」、第3部「秋田県民歌」躍進「祭囃子」、第4部「大いなる秋田」という4部構成で、大打ち上げ花火が企画された。
管弦楽版（佐藤菊夫編曲）やピアノ版もある。
2010年5月23日杉並公会堂大ホールで大いなる秋田東京公演が開催された。
2014年9月15日東京芸術劇場で大いなる秋田東京公演2014が開催された。
2018年に完成・初演から50年を迎えた。

## 歌詞
第1楽章
わがふるさとよ　うるわしの故郷（くに）

みのり豊に　幸みてる故郷（くに）

光り富む海　緑濃き山

とわに変わらず　とわに栄ゆく

ああ　なつかしの　ふるさと

母なる故郷（くに）　秋田よ

ああ　いつの日も　たゆむことなき

ふるさとの人

大いなる故郷（くに）　ひらけゆく故郷（くに）

いざやたたえん　とわの栄え

高らかに　歌えよ　いざ

大いなる故郷（くに）　光りみてる故郷（くに）

いざや歌え　ことほぎの歌

第2楽章
ねんねこ　ころろこ　ねんねこ　ころろこヤ

おれの　めんこなば　なしてなく……

あられやコンコン　まめコンコン

いわしことれたら　かごもてこい

あられやコンコン　まめコンコン

はたはたとれたら　たるもてこい

第3楽章
秀麗（しゆうれい）無比なる　鳥海山よ

狂爛（きようらん）ほえたつ　男鹿半島よ

神秘の十和田は　田沢と共に

世界に名を得し　誇りの湖水

山水みなこれ　詩のくに秋田

めぐらす山々　霊気をこめて

斧の音（ね）響かぬ　千古の美林

地下なる鉱脈　無限の宝庫

見渡す曠野（ひろの）は　渺茫（びようぼう）霞み

黄金（こがね）と実りて　豊けき秋田

篤胤（あつたね）信淵（しんえん）　巨人の教え

久遠（くおん）に輝く　北斗と高く

錦旗（きんき）を守りし　戊辰の栄（はえ）は

矢留の城頭　華とぞ香る

歴史は芳（かぐ）わし　誉れの秋田

民族勝（すぐ）れて　質実剛毅

正義と自治との　さとしを体（たい）し

人材遍（あまね）く　育みなして

燦たる理想に　燃え起つ我ら

至純の郷土と　拓かん秋田
※「篤胤〜誉れの秋田」は3番、「民族〜拓かん秋田」は4番とされ、一般的には3番・4番は歌わない。

第4楽章
朝あけ雲の　色はえて

仰ぐ　はるかな　山々よ

つらなる町も　緑の村も

平和の光り　みちている

ああ　あこがれの　わが秋田

みんなで　みんなで　歌おうよ

流れは大地　うるおして

実る稲穂よ　すぎの香よ

資源はゆたか　わきでる油田

希望の力　たくましく

ああ　産業の　わが秋田

みんなで　みんなで　伸ばそうよ

湖深く　海ひらけ

雪に　鍛えて　健やかに

働く日々も　憩いの夜も

文化の恵み　語り合う

ああ　しあわせの　わが秋田

みんなで　みんなで　進もうよ
※「流れは大地〜伸ばそうよ」は2番とされているが、一般的には、2番は歌わないため、「湖深く〜進もうよ」が2番として知られている。